# Cappella di Sant'Antonio a Bottaro
La cappella di Sant'Antonio a Bottaro o chiesetta di Sant'Antonio, è una cappella di Torre Annunziata, situata nel quartiere Bottaro, risalente agli inizi del XVII secolo intitolata a Sant'Antonio da Padova.

## Storia
Lo sviluppo urbano di Torre Annunziata, fu dovuto anche alla costruzione di edifici di culto, intorno ai quali si raggruppavano diversi nuclei familiari.

Nei primi anni del XVII secolo oltre alle chiese, furono costruite anche delle cappelle gentilizie, sia per spirito religioso, sia per dimostrare il livello di prosperità raggiunto dalle famiglie.

Nel XVII secolo, nel territorio che si andava sviluppando nei pressi del Canale Bottaro, un ramo d'acqua derivato dal Sarno, c'erano numerosi mulini che sfruttavano lo scorrere di queste acque. A difesa degli abitanti ed a protezione degli stessi mulini, il Conte di Celano fece erigere una cappella dedicata a Sant'Antonio.

Successivamente, nel 1762 la Famiglia Genzano la modificò e la ingrandì, nello stato in cui la si può vedere ancora oggi.